# 적색거성가지
적색거성가지(RGB)는 때로 1번째 적색 거성이라고도 불리며 별의 진화 과정에서 헬륨 점화가 일어나기 전 적색거성이다. 낮은 질량에서 중간 질량의 별에 대한 주계열을 따르는 단계이다. 적색 거성 가지 별은 CNO 순환을 통해 융합하는 수소 껍질로 둘러싸인 비활성 헬륨 핵을 가지고 있다. 이들은 같은 온도의 주계열성보다 훨씬 더 크고 더 밝은 K급 및 M급 별이다. 질량이 약 0.4M☉에서 12M☉(낮은 금속성 별의 경우 8M☉)인 별이 핵의 수소를 소진하면 수소 껍질 연소 단계에 들어가 적색 거성이 된다. 주계열성보다 크고 시원하다. 수소 껍질이 연소되는 동안 별의 내부는 외부 모습에 반영되는 몇 가지 뚜렷한 단계를 거친다. 진화 단계는 주로 별의 질량에 따라 달라지지만, 금속성도 마찬가지다.